# 21 (Rage-Album)
21 ist das 21. Studioalbum der deutschen Power-Metal-Band Rage.
Das Album erschien am 24. Februar 2012 auf dem Label Nuclear Blast.

## Stil

### Musik
Verglichen mit früheren Alben wird die Musik auf 21 als härter beschrieben. Es ist dem Genre des Power Metal zuzurechnen, in dem Song Serial Killer verwendet der Sänger Peter Wagner allerdings zum ersten Mal in der Bandgeschichte Growls. Zudem gibt es auch Elemente des Thrash Metal. Psycho Terror schielt wiederum „dezent in Richtung bluesiger Hard Rock“. Der letzte Song Eternally stellt eine Ballade dar.

### Texte
Im Studiobericht auf der Homepage der Band äußert sich Peter Wagner, der alle Texte schrieb, zu den einzelnen Inhalten:
- House Wins ist das Intro des Albums. Man hört, wie jemand in einem Spielcasino Black Jack spielt und schließlich mit einer Punktzahl von 22 verliert.
- Twenty One handelt von Spielsucht. „Der arme Kerl in dem Song verzockt sein gesamtes Hab und Gut beim Black Jack.“ 21 ist eine andere Bezeichnung für Black Jack, daher kommt auch der Albumtitel.
- Zu Forever Dead sagte Peter Wagner: „Im Text gehts um meine persönliche Abrechnung mit meiner schwierigen Kindheit, in der ich mit meinem verstorbenen Vater echte Probleme hatte.“
- Feel My Pain stellt laut Wagner eine Psychostudie über einen Verlierer dar, der kurz vorm Ausrasten steht.
- In Serial Killer beschreibt „ein Serientäter seine Sicht der Dinge“.
- Psycho Terror „handelt von üblen Erfahrungen in Beziehungen“.
- In Destiny „geht es darum, wie wir unser Schicksal selbst in die Hand nehmen“.
- Death Romantic wurde „inspiriert von einem spektakulären Suizidfall, bei dem sich 3 junge Mädchen übers Internet zum gemeinsamen Sterben verabredet hatten.“
- In Black and White geht es darum, „wie wir Menschen unsere Umwelt drastisch verändern, dadurch die Artenvielfalt auf dem Planeten zerstören, bis wir, im metaphorischen Sinne, der Welt alle Farbe genommen haben“.
- Concrete Wall „erzählt von innerer Stärke, da können sich alle Wiederscher die Zähne dran ausbeißen …“
- Bei Eternally geht es laut Wagner um Selbstmord.

## Entstehungsgeschichte
Am 29. August 2011 gaben Rage auf ihrer Website bekannt, dass sie im Oktober ins Studio gehen wollen, um ein neues Album einzuspielen. Zu diesem Zeitpunkt arbeitete die Band bereits an den neuen Songs. Sie hatte sich entschieden, in Zukunft das früher auf Alben verwendete Orchester von Rage zu trennen. Für das neue Album wollten sie wieder deutlich härtere Songs schreiben.
Über die Aufnahmen berichtete die Band erstmals am 30. Oktober 2011 in einem sogenannten Studiobericht, der bis zum 27. November 2011 stetig erweitert wurde. Darin werden die einzelnen Songs näher beschrieben. Der Gitarrist Victor Smolski gab am Ende des Studioberichts ein Statement ab: „Alles ist sehr mächtig und aggressiv und hat noch mehr Energie und die nötige Aggression bekommen. […] Das Konzept vom Album ist sehr rund geworden, alle Songs wie aus einem Guss, hart, aggressiv, keine ‚Happy Metal Melodien‘, aber trotzdem abwechslungsreich.“
Produziert wurde das Album von Victor Smolski und Charlie Bauerfeind in den Twilight Hall Studios in Grefrath.
Die Band teilte schließlich am 30. November 2011 mit, dass das neue Album fertiggestellt worden sei. Als Veröffentlichungsdatum wurde der 24. Februar 2012 genannt.

## Titelliste
1. House Wins – 1:30 (Musik: Smolski)
2. Twenty One – 6:16 (Musik: Smolski / Text: Wagner)
3. Forever Dead – 6:20 (Musik: Smolski / Text: Wagner)
4. Feel My Pain – 5:41 (Musik: Smolski / Text: Wagner)
5. Serial Killer – 5:46 (Musik: Wagner, Smolski / Text: Wagner)
6. Psycho Terror – 6:57 (Musik: Hilgers, Smolski / Text: Wagner)
7. Destiny – 5:15 (Musik: Wagner, Smolski / Text: Wagner)
8. Death Romantic – 5:59 (Musik: Wagner, Smolski / Text: Wagner)
9. Black and White – 5:20 (Musik: Wagner, Smolski / Text: Wagner)
10. Concrete Wall – 3:51 (Musik: Wagner, Smolski / Text: Wagner)
11. Eternally – 5:09 (Musik: Smolski / Text: Wagner)

Bonus-CD der Limited Edition – Live in Tokyo
1. Opening – 1:16 (Musik: Smolski)
2. The Edge of Darkness – 5:11 (Musik: Smolski / Text: Wagner)
3. Hunter and Prey – 5:4 (Musik: Smolski / Text: Wagner)
4. Into the Light – 5:41 (Musik: Wagner, Smolski / Text: Wagner)
5. Drop Dead – 5:30 (Musik: Smolski / Text: Wagner)
6. Empty Hollow – 8:58 (Musik: Smolski / Text: Wagner)
7. Light Into the Darkness – 5:02 (Musik: Wagner / Text: Wagner)
8. Higher than the Sky – 6:19 (Musik: Wagner / Text: Wagner)
9. War of Worlds – 8:18 (Musik: Smolski / Text: Wagner)
10. Carved in Stone – 4:37 (Musik: Smolski / Text: Wagner)
11. Soundchaser – 5:49 (Musik: Smolski / Text: Wagner)
12. Down – 7:44 (Musik: Smolski / Text: Wagner)

## Versionen
Das Album erschien in folgenden Versionen:
- Reguläre Version im Jewelcase.[7]
- Limited Edition Digipak im Metallic Look – enthält neben der regulären CD zusätzlich eine Bonus-CD mit einem Livekonzert in Tokyo.[8]
- Red Vinyl – 2-LP-Version bestehend aus zwei 180 Gramm schweren roten LPs im Gatefold mit DIN A2-Poster.[9]
- Download – inklusive der Bonus-CD.[10]

Die reguläre Version sowie die Limited Edition enthalten als Enhanced Part ein Video mit dem Titel Rage-Race 2011. Darin sind Liveaufnahmen der Band und Ausschnitte aus Rennen, die Victor Smolski bestritten hat, zu sehen.

## Video
Am 20. Februar 2012 veröffentlichte Nuclear Blast das offizielle Musikvideo zu Twenty One. Ein Making-of zu diesem Video gibt es seit 6. März 2012 zu sehen.

## Rezeption
Das Album wurde von der Fachpresse positiv aufgenommen. So vergab das Rock Hard 8,5 von 10 Punkten. Der Redakteur Bruder Cle urteilte: „Härter denn je knallen die Riffs aus den Boxen, die Refrains zünden wie immer und bringen die Kompositionen schnell auf den Punkt. […] ‚21‘ bietet einfach nur saugute, originelle und harte Musik mit jeder Menge Eier.“
Metal Hammer wertete das Album mit 6 von 7 Punkten. Katrin Riedl schrieb: „Nach zwei Jahren Arbeitszeit entstand ein äußerst gelungenes Album, auf das Rage durchaus stolz sein dürfen. […] Den Metal erfinden Rage auch im Jahr 2012 nicht neu, doch das Gespür für Hits und gut klingende, mitreißende Stücke zeichnet das Trio nach wie vor aus.“
Das Legacy vergab 12 von 15 Punkten. Andreas Schulz urteilte: „‚21‘ ist ein kurzweiliges Album […], glänzt mit toller Gitarrenarbeit, abwechslungsreichem Gesang und starken Songs.“
Das Online-Magazin vampster hatte allerdings einige Kritikpunkte vorzubringen. Der Autor schrieb: „Das Hauptproblem ist aber, dass bis auf einige wenige Ausnahmen das Songmaterial größtenteils nett aber auch austauschbar auf mich wirkt.“ Zudem kritisierte er die „relativ sterile Produktion“. Er schränkte aber ein, dass 21 natürlich „keine schlechte Scheibe [ist] und Victor Smolskis Gitarrenspiel ist mal wieder vom allerfeinsten. Allerdings waren Rage früher deutlich besser und verlieren sich heute trotz aller spielerischen Klasse ein wenig in der Belanglosigkeit.“

## Tournee
Die Band ging im März und April 2012 unter dem Titel „Metal Firestorm 2012“ auf Europatour. Vorbands waren Týr, Communic und Scar of the Sun. Insgesamt absolvierte die Band 15 Shows in Deutschland, Tschechien, Schweiz, Italien, Frankreich und Spanien.
Im Mai 2012 gab Rage in Japan und Südkorea drei Konzerte; zudem im September 2012 sieben Konzerte in Russland. Sie war außerdem für sieben Festivals zwischen Juni und August 2012 in Deutschland bestätigt, darunter das Summer Breeze.